# Bombon (Seine-et-Marne)
Bombon ist eine französische Gemeinde mit 936 Einwohnern (Stand 1. Januar 2022) im Département Seine-et-Marne in der Region Île-de-France. Der Ort ist über die Landstraße D57 zu erreichen.

## Geographie
Das Gemeindegebiet wird vom Fluss Almont durchquert.
Umgeben wird Bombon von den fünf Nachbargemeinden: 
|            |                                             | Mormant            |
| Saint-Méry | Kompassrose, die auf Nachbargemeinden zeigt | Saint-Ouen-en-Brie |
|            | La Chapelle-Gauthier                        | Bréau              |

## Bevölkerungsentwicklung
| Jahr                       | 1968 | 1975 | 1982 | 1990 | 1999 | 2009 | 2014 | 2020 |
| Einwohner                  | 504  | 545  | 737  | 853  | 905  | 957  | 890  | 952  |
| Quellen: Cassini und INSEE |      |      |      |      |      |      |      |      |

## Sehenswürdigkeiten

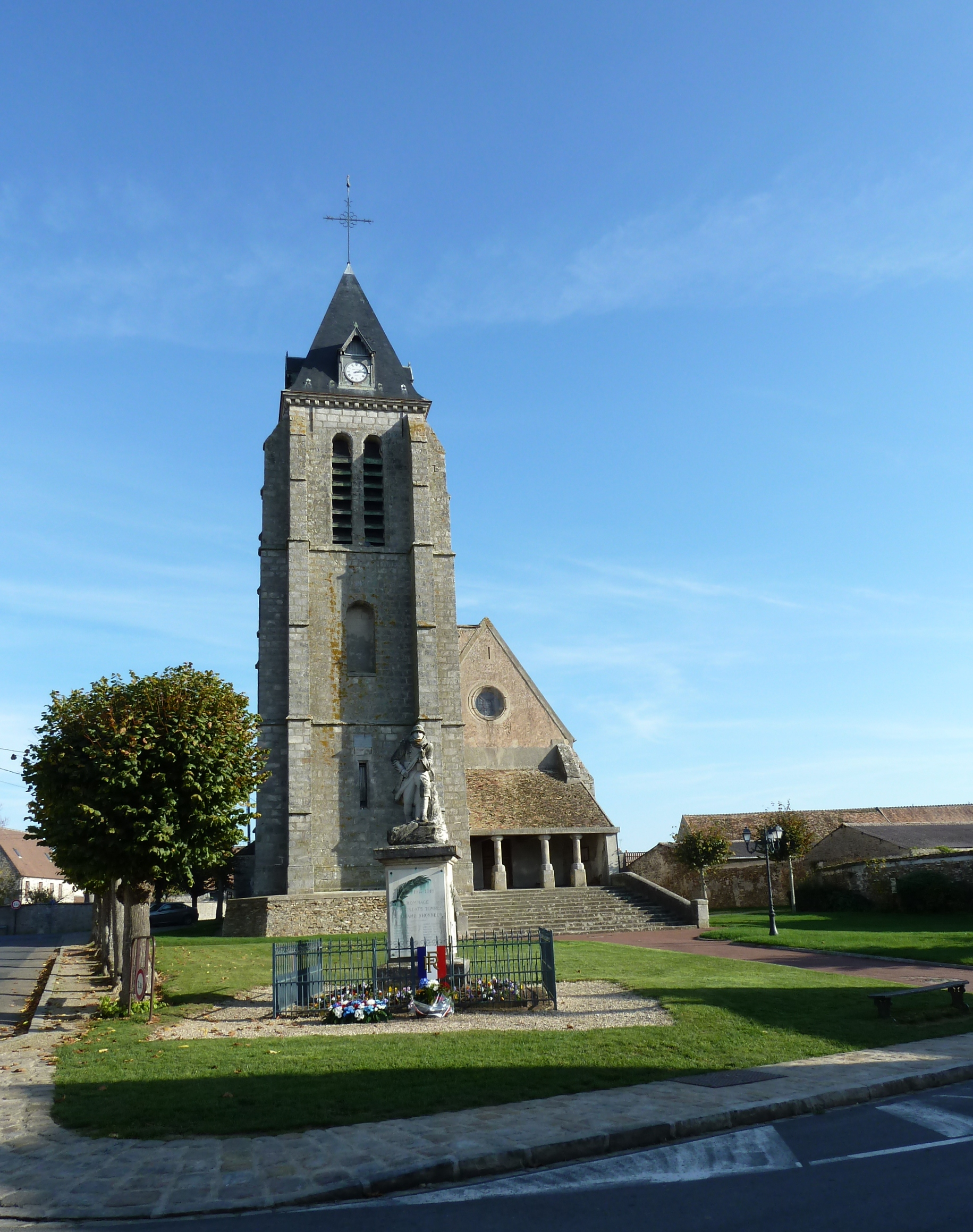
Kirche St-Germain

Siehe auch: Liste der Monuments historiques in Bombon (Seine-et-Marne)
- Kirche St-Germain, erbaut ab dem 12. Jahrhundert (Monument historique)
- Schloss, erbaut um 1630 (Monument historique)
- Fief des Époisses, ein befestigter Bauernhof mit Taubenturm aus dem 13. Jahrhundert (Monument historique)